# Stefan Mroczkowski
Stefan Mroczkowski (ur. 10 maja 1930 w Zaniemyślu, zm. 22 września 2023 w Poznaniu) – polski reżyser telewizyjny.

## Życiorys
W 1932 zmarł mu ojciec, a w 1936 przeprowadził się z matką do Środy Wielkopolskiej. W trakcie okupacji niemieckiej rodzina została wyrzucona z domu i zamieszkała u dalszej rodziny. W 1942, w wyniku denuncjacji, rodzina została aresztowana za przechowywanie zapasów artykułów żywnościowych. 11 lipca 1942 wszyscy, z wyjątkiem Stefana, zostali zamordowani przez ścięcie na gilotynie w Poznaniu, w więzieniu na ulicy Młyńskiej. Stefan ukrywał się u brata ojca. Po wojnie, podczas nauki w gimnazjum, grał w szkolnym teatrze prowadzonym przez księdza Tadeusza Bielę. Jego kariera aktorska nie mogła się rozwinąć z uwagi na wadę zgryzu.
Podczas studiów polonistycznych w Poznaniu założył, z Ryszardem Podlewskim i Jerzym Dabertem, Wydział Satyry Uniwersytetu Poznańskiego Żółtodziób. W 1955 zdobyli oni trzecie miejsce na ogólnopolskim przeglądzie kabaretów studenckich (po STS-ie i kabarecie Bim-Bom). W 1956 rozpoczął zatrudnienie w oddziale Polskiego Radia w Poznaniu. Z czasem za jego sprawą poznański ośrodek stał się jednym z wiodących w kraju. W latach 70. i 80. XX wieku wyreżyserował takie ogólnopolskie programy rozrywkowe, jak Alfabet rozrywki i Kanał 5, gdzie występowali m.in. Violetta Villas, Zdzisława Sośnicka, Eleni, Maryla Rodowicz oraz Bohdan Smoleń, a także Rewia targowa, Karykaturzyści, Dorosłe dzieci i Przeżyj to sam. W 1984 zakończył pracę w telewizji. W czasie swojej działalności przygotował ponad 150 programów rozrywkowych. Na zlecenie Redakcji Rozrywki TVP zrealizował w Wytwórni Filmów Dokumentalnych w Warszawie film muzyczny Kwiaty Polskie.

## Nagrody
Otrzymał m.in. nagrodę Komitetu ds. PriTV za autorstwo, opracowanie i reżyserię cyklu telewizyjnych programów rozrywkowych Alfabet rozrywki (1972) oraz nagrodę województwa i miasta Poznania za osiągnięcia artystyczne w dziedzinie telewizyjnych programów rozrywkowych (1974).

## Upamiętnienie
Jeden z dębów na rozlewiskach Warty pod Rogalinem, pod którym powstało kilka jego programów, został ochrzczony mianem dębu Mroczkowskiego.